# Сустикакан (муниципалитет)
Сустикакан (исп. Susticacán) — населённый пункт и муниципалитет в Мексике, входит в штат Сакатекас. Население 1235 человек.

## История
Город основан в 1918 году .